# Lachnum pygmaeum
Lachnum pygmaeum (Fr.) Bres. – gatunek grzybów należący do klasy patyczniaków (Leotiomycetes).

## Systematyka i nazewnictwo
Pozycja w klasyfikacji według Index Fungorum: Lachnum, Lachnaceae, Helotiales, Leotiomycetidae, Leotiomycetes, Pezizomycotina, Ascomycota, Fungi.
Po raz pierwszy opisał go w 1822 r. Elias Fries, nadając mu nazwę Peziza pygmaea. Obecną nazwę nadał mu Giacomo Bresàdola w 1903 r.
Ma około 30 synonimów. Niektóre z nich:
- Dasyscyphus pygmaeus (Fr.) Sacc. 1889
- Lachnella pygmaea (Fr.) P. Karst. 1885
- Lachnum hedwigii (W. Phillips) Bres. 1903[2].

## Morfologia
Owocniki
Typu apotecjum (miseczka) na trzonkach. Apotecja o szerokości od 2 do 4 mm i wysokości od 2 do 6 mm, początkowo kielichowate, później talerzowate, z czasem z falistym brzegiem, żółte lub pomarańczowe w górnej części, jaśniejsze i owłosione poniżej, z bardziej białawym brzegiem.
Cechy mikroskopowe
Włoski krótkie, ale mocne, białe, tępe lub zaokrąglone, a czasem nawet trochę maczugowate u góry, septowane, zawsze wyraźnie ziarniste na zewnątrz, o długości około 30-55 i średnicy 4–6 µm. Worki cylindryczno-maczugowate, ośmiozarodnikowe, 40–70 × 5–6 µm, z otworami lekko niebieskawymi pod działaniem jodu, zarodniki tworzą się w dwóch rzędach. Parafizy lancetowate, z ostrymi końcami, przerastające worki, o długości około 70–85 µm i bardzo zmiennej grubości 2–6 µm w najszerszym miejscu, septowane, proste lub czasami podzielone u podstawy. Zarodniki podłużne, wrzecionowate, szkliste, proste, rzadziej nieco zakrzywione, wewnątrz bardzo drobno granulkowate lub ziarniste.

## Występowanie i siedlisko
Lachnum pygmaeum występuje na wielu wyspach i na wszystkich kontynentach poza Antarktydą. W Europie jest szeroko rozprzestrzeniony; występuje od Morza Śródziemnego po północne wybrzeże Półwyspu Skandynawskiego i Islandię. W Polsce M. A. Chmiel w 2006 r. przytoczyła 6 stanowisk.
Grzyb nadrzewny występujący na drewnie, gałązkach i korzeniach drzew liściastych.